# Pitsana-Potokwe
Pitsana-Potokwe è un villaggio del Botswana situato nel distretto Meridionale, sottodistretto di Barolong. Il villaggio, secondo il censimento del 2011, conta 816 abitanti.